# Бад-Камберг
Бад-Камберг (нім. Bad Camberg) — місто в Німеччині, знаходиться в землі Гессен. Підпорядковується адміністративному округу Гіссен. Входить до складу району Лімбург-Вайльбург.
Площа — 54,64 км2. Населення становить 14 184 ос. (станом на 31 грудня 2020).